# Dysk akrecyjny

Artystyczna wizja powstawania dysku akrecyjnego

Dysk akrecyjny – wirująca struktura uformowana przez pył i gaz, opadający (poprzez zjawisko akrecji) na silne źródło grawitacji.
Obiektem centralnym przyciągającym grawitacyjnie wirującą materię jest najczęściej czarna dziura, gwiazda neutronowa, biały karzeł bądź młoda gwiazda. Dyski akrecyjne różnią się od struktury typu pierścieni Saturna opadaniem materii ku centrum grawitacyjnemu w wyniku działania lepkości. Siły lepkie są niezbędne, aby materia obdarzona momentem pędu i znajdująca się na orbicie w przybliżeniu kołowej mogła zacieśnić orbitę.
Zacieśnianiu orbity kołowej towarzyszy przekazanie części momentu pędu zewnętrznym obszarom dysku akrecyjnego oraz zamiana części energii potencjalnej na ciepło, a także wzrost prędkości liniowej cząstek. Wytworzone ciepło jest wyświecane jako promieniowanie elektromagnetyczne. Zakres widmowy tego promieniowania zależy od typu obiektu centralnego: dyski akrecyjne wokół młodych gwiazd świecą w podczerwieni, dyski akrecyjne wokół gwiazd neutronowych i czarnych dziur świecą w zakresie rentgenowskim, zaś dyski akrecyjne w kwazarach widoczne są przede wszystkim w zakresie optycznym i nadfioletowym.
Na dyski akrecyjne formujące się wokół czarnych dziur działają znaczne siły grawitacyjne, a lepkość powoduje duże tarcie, szczególnie tuż przy horyzoncie. W galaktycznych czarnych dziurach, takich jak Cygnus X-1, materia rozgrzewa się wtedy do temperatury rzędu miliona kelwinów, emitując promieniowanie rentgenowskie. Dyski w kwazarach nie są tak gorące, ale za to niezwykle jasne – mogą emitować więcej promieniowania niż całe galaktyki.
Opadająca materia dysku akrecyjnego może pochodzić od gwiazdy-towarzysza, jak np. w układach podwójnych gwiazd, takich jak rentgenowskie układy podwójne czy gwiazdy zmienne wybuchowe (układy kataklizmiczne), gdzie oddziaływanie jednej gwiazdy powoduje wysysanie materii z powierzchni gwiazdy drugiej. Najczęściej ma to miejsce, gdy jedna z gwiazd wypełnia swoją powierzchnię Roche’a, ale zjawisko akrecji może też następować, jeżeli jedno z ciał charakteryzuje silny wiatr gwiazdowy. Także wtedy druga z gwiazd ma możliwość przejmowania części tego wiatru i następuje tworzenie się dysku akrecyjnego. Moment pędu akreowanej materii pochodzi w obu przypadkach z orbitalnego ruchu dwóch gwiazd.
Opadająca materia może też pochodzić z protoobłoku gęstego gazu i pyłu, znajdującego się wokół obiektu centralnego, wokół młodych gwiazd i protogwiazd. Masywne czarne dziury w jądrach galaktyk czerpią materię z ośrodka międzygwiazdowego galaktyki macierzystej. W szczególnych przypadkach możliwe jest krótkotrwałe uformowanie się dysku akrecyjnego w wyniku przechwycenia i rozerwania przez czarną dziurę przypadkowo przelatującej gwiazdy.

## Mechanizm lepkości
Pierwsze kompletne teoretyczne modele dysków akrecyjnych formułowano w oparciu o założenie, że im większe jest ciśnienie w dysku, tym większa też i lepkość (Shakura i Sunyaev 1973). Balbus i Hawley, opierając się na równaniach magnetohydrodynamiki, pokazali w 1991, że rozwijające się w dysku akrecyjnym nieuporządkowane pole magnetyczne powoduje właśnie pożądany efekt przekazywania momentu pędu plazmy i spływ materii do środka.

## Wpływ pola magnetycznego
Pole magnetyczne powstaje w plazmie dysku akrecyjnego w wyniku niestabilności magnetorotacyjnej.
Ciśnienie pola magnetycznego w dysku w małej skali (znacznie mniejszej od grubości dysku) wpływa na gęstość plazmy w ośrodku, a poprzez to na tempo przekazywania momentu pędu, czyli określa wielkość lepkości. Wielkoskalowe pole dysku z kolei może powodować intensywny wypływ materii z wewnętrznych części dysku w formie dżetów, a także w formie magnetycznego wiatru z powierzchni całego dysku.
Jeżeli obiekt centralny nie jest czarną dziurą, ale gwiazdą o silnym polu magnetycznym, to dysk akrecyjny nie rozciąga się aż do samej powierzchni gwiazdy, a dalszy przepływ materii reguluje magnetosfera gwiazdy. Plazma wypływa z dysku w pewnej odległości od gwiazdy, oddalając się od powierzchni równikowej, i opada na gwiazdę wzdłuż linii pola magnetycznego, na jej bieguny. Ten typ akrecji nazywamy akrecją kolumnową i występuje on w takich gwiazdach jak polar pośredni. Gdy pole magnetyczne gwiazdy centralnej jest zbyt silne, nawet daleko od gwiazdy dysk akrecyjny może się nie utworzyć, co ma miejsce w takich gwiazdach jak polary i pulsary rentgenowskie.

## Efekty ogólnej teorii względności
Jeżeli dysk akrecyjny powstaje wokół czarnej dziury, to w wewnętrznych częściach tego obszaru istotną rolę odgrywają efekty ogólnej teorii względności. Jeżeli czarna dziura nie rotuje, to stabilne orbity kołowe mają promienie trzykrotnie większe niż promień horyzontu czarnej dziury (równy {\displaystyle {\frac {2GM}{c^{2}}}}), a zatem większe niż {\displaystyle {\frac {6GM}{c^{2}}}.} Bliżej, w odległości mniejszej niż trzy promienie horyzontu, ale większej niż półtora promienia horyzontu (kołowa orbita fotonowa), orbity kołowe jeszcze istnieją, ale nie są stabilne. Małe zaburzenie może wytrącić cząstkę z orbity i spowodować opadanie na czarną dziurę. Rozmiar stabilnej orbity zależy jednak od tego czy jest to foton czy cząstka z masą, a podstawą takich wniosków jest założenie stałości pędu cząstki, a nie momentu pędu. Promienie orbit marginalnych cząstek z masą są dwukrotnie większe niż orbit fotonów.
Dysk wokół czarnej dziury może istnieć jedynie od odległości tej marginalnej stabilnej orbity kołowej. W odległości mniejszej niż ta wartość materia opada w stronę horyzontu bardzo szybko, praktycznie bez dalszej utraty momentu pędu i bez dalszego wyświecania energii. Moment pędu rotującej czarnej dziury zmniejsza wartość tego granicznego promienia, co modyfikuje znacznie dynamikę wewnętrznych części dysku akrecyjnego. Umożliwia to obserwacyjne wyznaczanie momentu pędu czarnych dziur na podstawie analizy widma promieniowania opadającej materii.
Efekty ogólnej teorii względności mają też duży wpływ na promieniowanie docierające do Ziemi. Fotony emitowane z najbardziej wewnętrznych części dysku ulegają poczerwienieniu grawitacyjnemu, a trajektorie tych cząstek ulegają czasem znacznemu odchyleniu od pierwotnego kierunku poprzez soczewkowanie grawitacyjne. Część fotonów nie dociera do obserwatora, dostając się pod horyzont czarnej dziury. Jeżeli płaszczyzna dysku jest nachylona do kierunku obserwacji, to ma miejsce relatywistyczny efekt Dopplera, prowadzący do zwiększenia energii kwantów promieniowania (ze względu na szybki ruch materii) tej części dysku, która właśnie porusza się w kierunku obserwatora.

## Aspekty obserwacyjne
Dyski akrecyjne świecą inaczej niż gwiazdy. Promieniowanie gwiazdy ma rozkład promieniowania zbliżony do promieniowania ciała doskonale czarnego (charakteryzuje je jedna temperatura zwana temperaturą efektywną), natomiast promieniowanie dysków akrecyjnych ma rozkład odpowiadający sumie promieniowania wielu ciał o różnych temperaturach. Wynika to z tego, że dyski są gorętsze w wewnętrznych częściach i chłodniejsze dalej od obiektu centralnego. Dlatego też ich świecenie określa się czasem jako ‘wielobarwne’. Takie świecenie obserwuje się w obiektach astronomicznych różnego rodzaju. W odległościach kosmologicznych są to kwazary, a także szereg innych nie tak jasnych galaktyk aktywnych. W naszej Galaktyce podobna emisja występuje u wielu układów podwójnych wymieniających między sobą materię, takich jak rentgenowskie układy podwójne i układy kataklizmiczne.
Dyski akrecyjne tworzą się także w pobliżu powstających gwiazd. Są wtedy określane jako dyski protoplanetarne, ponieważ zawierają resztki pierwotnego obłoku, z którego mogą stopniowo utworzyć się planety.